# Мартин Лутер
Мартин Лутер (Лутерштат Ајслебен, 10. новембар 1483 — Лутерштат Ајслебен, 18. фебруар 1546) је био оснивач хришћанске протестантске (лутеранске) цркве у Немачкој и један од вођа реформације, свештеник, професор моралне филозофије на Универзитету у Ерфурту и библијске егзегезе у Витенбергу.
Лутер је одбио неколико учења и пракси Католичке цркве. Он је снажно оспорио католичку поглед на индулгенције. С његове тачке гледишта није било прихватљиво да се може купити новцем ослобођење од божје казне. Лутер је предложио академску дискусију те праксе и ефикасности опроштаја грехова у својих Деведесет пет теза из 1517. Његово одбијање да се одрекне свих својих списа на захтјев папе Лава  1520. године и Карла V, цара Светог римског царства на скупштини у Вормсу 1521. године довело је до тога да га је папа изопштио и император осудио као одметника.
Лутерово схватање да спасење и стога и вечни живот се не могу зарадити добрим делима него се могу једино добити као бесплатан дар божје миолости путем верникове вере у Исуса као спаситеља од греха. Његова теологија је оповргавала ауторитет институције папе учећи да је Библија једини извор божанствености којим се открива знање од Бога и супротставила се сецердотализму сматрајући да су сви крштени хришћани свето свештенство. Сви они који се идентификују са овим схватањима, и свим Лутеровим ширим учењима, се називају лутеранима, мада је Лутер инсистирао на хришћанима или еванђелистима као јединим прихватљивим именима за особе које проповедају Исуса.
Његов превод Библије у вернакулар (уместо латинског) ју је учинио приступачнијом лаицима, што је догађај који је имао огроман утицај на цркву и немачку културу. Тиме је дата подршка развоју стандардизоване верзије немачког језика, додато неколико принципа уметности превода, и подстакнуто је писање енглеског превода, Тиндејлове Библије. Његове химне су утицале на развој певања у протестантским црквама. Његов брак са Катарином фон Бора, бившом монахињом, је постао узор праксе свештенског брака, којим се дозвољава протестанском свештенство да ступе у брак.
У два своја каснија рада, Лутер изражава антагонистичка гледишта према Јеврејима. У раду О Јеврејима и њиховим лажима позива да јеврејски домови и синагоге буду уништени, њихов новац конфискован, а слобода ограничена. Осуђене од виртуално свих Лутеранских деноминација, те изјаве и њихов утицај на антисемитизам су допринели његовом контроверзном статусу.

## Живот и дело
Мартин Лутер, пореклом августински монах, родио се као једно од девет деце рудара и растао је као врло сиромашан под тврдим васпитањем, а његов се отац постепено претварао у успешног предузетника што му је омогућило да пошаље сина на студије.
Мартин Лутер је намеравао да студира право, што је била очева жеља, али је 1505. напустио студије, радио као продавац књига и приступио августинском реду у Ерфурту. Та одлука је изненадила његове пријатеље и згрозила његовог оца. Касније је тај свој потез Лутер објашњавао реакцијом на неке догађаје из свог живота који су га учинили свесним пролазности живота. У самостану је посматрао правила која се намећу новајлијама, али није нашао свој мир како је очекивао. Ипак 1507. године је заређен, а Лутеру је понуђено да студира теологију како би постао професор у неком од новооснованих универзитета које су утемељили редовници. Године 1508. постављен је у службу Јоханна фон Стаупица, вице-генерала августинског реда, на новом универзитету у Витенбергу (основан 1502). Дипломирао је теологију 1509. и вратио се у Ерфурт, где је боравио до 1511. године.
После освештења 1508. године је приступио универзитету у Витенбергу где је са кратким одморима путовао у Рим — предавао филозофију, а касније и теологију и 1512. године постао доктор теологије и добио доживотну библијску професуру, а до 1513. године је почео са делатношћу проповедника у Витенбергу. У ово доба је дошао до познања да „Божија милост“ важи за свакога ко је прими са својом вером.
Непосредни повод за његову активност усмерену на реформу и обнову хришћанског учења било је настојање папе Лава X да продајом индулгенција обезбеди средства за довршење Храма Светог Петра у Риму. Лутер је своје захтеве изложио у 95 теза, које је 1517. године објавио, прикуцавши спис са тезама на врата дворске цркве у Витенбергу. Тражио је повратак новозаветном хришћанству, одбацивање теологије светих очева и посредништва црквене организације и хијерархије у спасењу, као и могућност да сваки верник открива Бога у сопственој савести. Његов ученик Меланхтон бранио је то реформистичко учење на сабору у Аугсбургу 1530. године, под видом аугсбуршке вероисповести. Покушаји врхова тадашње Римокатоличке цркве да екскомуникацијом Лутера онемогуће реформистички покрет нису успели, па је друга „велика шизма“ у хришћанству од тада постала коначна. Нова (протестантска) црква је установљена.
Лутер је поред теолошких списа, аутор првог превода Библије на немачки језик, чиме је, насупрот интернационалном карактеру католицизма, афирмисан национални карактер протестантизма.

## Верска наука
У новембру 1510. због послова посетио је Рим, где је обављао дужности уобичајене за свештеника-госта и био шокиран раскошним и разузданим животом римског свештенства. Године 1511. постао је професор библијске егзегезе у Витенбергу. Иако још увек несигуран у сопствени спас Лутер је постао активни проповедник, учитељ и администратор. Негде у време проучавања Новог завета у припремама за своја предавања почео је да верује како хришћани нису спашени захваљујући сопственим напорима већ Божјом милошћу, коју они прихватају у вери („Јер сте благодаћу спасени кроз веру; и то није од вас, дар је Божији“ Ефес. 2:8). Дана 31. октобра 1517. на врата цркве у Витембергу прикуцао је на јавну расправу својих 95 теза о индулгенцијама, догмама и уређењу цркве. Повод за то био је долазак доминиканца Тетзела, папиног опуномоћеника за продавање опроста. Тетзел је тада наиме, у папино име продавао опроштајнице од прошлих и будућих греха, без потребе вере и покајања, опроштење се могло купити не само за живе, већ и за мртве који наводно бораве у чистилишту. Занимљиво је поменути да претходно описани догађај Лутер ни једном речју није споменуо ни у једном свом делу иако је тим догађајем обележен почетак верске реформације. Лутеров је проглас изазвао велико занимање јавности и веома брзо је преведен на немачки језик и проширен је широм Немачке. Расправа о опросту брзо се претворила у напад на папство, а затим и на читаву традиционалну црквену организацију. Упркос налогу папе Лава X (1518) да се оправда пред његовим изаслаником, кардиналом Цајетаном (Томасо де Вио) остао је чврсто при својим тезама.

## Почетак сукоба са Католичком црквом
Папа гневан због Лутерове науке издао је 1520. године булу Exsurge domini, којом је осудио 41 наводну Лутерову заблуду, наредио спаљивање његових књига и дао му 60 дана да му се потчини. Лутер нимало дирнут том булом, бацио ју је у огањ, односно спалио заједно са списима оних који су подржавали папину надлежност пред скупином професора, студената и грађана Витенберга 10. децембра те исте године. Тиме је он јасно показао да раскида са Римом. Након спаљивања Буле је спис:
„Зашто је др Мартин Лутер спалио папине књиге и књиге његових ученика“, у том спису он каже: „Мислим да ко год је творац те Буле, он је прави антихрист... Али ја ти кажем антихристе, да Лутер који је научио да се бори, неће се дати заплашити твојим празним Булама, јер је он навикао да прави разлику између комада папира и свемогуће Божје речи.“
Проучавајући Јованово откровење и књигу пророка Данијела он је 15. августа изјавио 1520: „Ми овде смо уверени да је папинство престо правог и стварног антихриста.“
Године 1521. папа је издао нову булу Damnatio et excommunicatio Martini Luteri. Лутер и његове присталице били су сада искључени из цркве и стављени под проклетство. Када је папа поновно осудио његово учење, Лутер му је одговорио преко три списа:
- , и-

У њима је изнео сопствене основне концепције: спас хришћанину доноси вера у Христову откупну жртву, а не добра дела која чини; извор истине у религији није света предаја него Свето писмо; Црква није посредник између човека и Бога, јер унутрашњу религиозност даје непосредно сам Бог. „Само Исус“, „само Писмо“, „само милост“ и „само вера“ позната су четири начела која су подразумевала реформацијско учење повратка на изворно, новозаветно, хришћанство. У својим иступима тежио је и ка јефтинијој цркви. Поред ставова које је заступао његовој популарности допринела је и његова елоквенција јер је његовао хумористичан, груб и вулгаран стил (папу је, на пример, због његовог развратног живота, запостављања новозаветне хришћанске науке и увођења којекаквих хереза називао антихристом, што је у оно време било веома шокантно). Крајем 1520. године Лутер је јавно спалио папину булу, а у јануару 1521. папа га је заузврат екскомуницирао својом булом Decet Romanum Pontificem. Цар Карло V, као извршитељ папске екскомуникације позвао је Лутера да дође на сабор у Вормс у априлу 1521. како би ту Лутер опозвао своје учење. Лутер се појавио на сабору, али је одбио да се одрекне свог учења тврдећи како не може да иде против своје савести па је против њега и његових истомишљеника изречена казна прогона из државе. Тада му је његов симпатизер саски кнез-изборник Фридрих пружио тајно уточиште у свом дворцу. У Вартбургу Лутер је почео да преводи Нови завет с оригиналног грчког на немачки језик, што је био његов допринос стварању јединственог немачког књижевног језика. У то доба Лутеров радикализам је почео да ишчезава па је почео да се све више залаже за миран развитак и ненасилна средства, а службеним ослонцем реформације је прогласио кнежеву феудалну власт.

## Целибат
Оженио се 1525. године Катарином фон Бора, бившом часном сестром. Тиме је јасно показао што мисли о целибату. Брак је био успешан, а супруга му је постала важан ослонац у животу. На верском плану, међутим, Лутер је доживљавао сукобе и унутар свога покрета па се тако разишао с радикалним Минзером, као и с неким другим великим реформаторима свога времена — Еразмом Ротердамским (који је до смрти остао католик, а самог је Лутера још пре његове екскомуникације упозоравао на погубност дела које је започео) и др. Лутер је оштро иступио и против анабаптиста тражећи за њих прогон и смртну казну.

## Даље деловање
Његов верни присталица био је Филип Меланхтон који је био његов заступник на сабору у Аугсбургу 1530. године, на који Лутер није могао да дође јер је прогнан. Међутим то заправо и није тачно, јер је Меланхтона Лутер називао изразом, који би се могао превести као „мекушац“, због његове попустљивости и склоности компромисима с Католичком црквом. Годину дана раније, 1529, Лутер је објавио своју најпопуларнију књигу — Мали катехизам, у којој је објаснио теологију евангелистичке реформације једноставним и сликовитим језиком.
Године 1532. Лутер је превео Стари завет с оригиналног хебрејског на немачки. Исте године дело је и објављено. У међувремену његов утицај се раширио широм северне и источне Европе. Разлог томе био је тај што је бранио независности владара од црквеног надлештва (касније је тај његов став био интерпретиран на начине супротне његовој првобитној намери). Када је 1525. избио Сељачки устанак у крајевима где су кнежеви и племићи били махом католици, Лутер је покушао да посредује својим ауторитетом. Међутим, када је устанак захватио и протестантска подручја, изразито оштро је иступио против устаника, подржавајући и смртну казну за вође побуне.
До 1537. године Лутерово здравље било је озбиљно угрожено. Истовремено га је све више забрињавао препород папског утицаја, као и они потези које је он сматрао покушајем Јевреја да искористе конфузију међу хришћанима и поново отворе питање Исусовог послања. Сматрајући и себе одговорним за насталу ситуацију написао је оштру полемику против Јевреја, као и полемике против папства и радикалног крила реформиста — анабаптиста (треба, међутим, споменути и да је Лутер у ранијим годинама свога деловања био противник теолошки мотивисаног антисемитизма, па је тада написао и познато дело „Исус Христ је рођен као Јеврејин“ у којем се залагао за новозаветни однос према Јеврејима који је позитиван.
Ипак, његове антијеврејске тезе су омогућиле стварање антисемитске Немачке евангеличке цркве у доба нацизма, која је заступала изразито расистичке ставове, представљајући се црквом аријевске расе. У зиму 1546. године Лутер је замољен да разреши спор између два млада грофа која су владала у подручју Мансфелда, где се родио. Иако веома стар и болестан, кренуо је на пут, разрешио спор и умро 18. фебруара 1546. у Ајслебену. Говорећи о Јану Хусу изјавио је:
„Ако се такав човек сматра јеретиком, онда нико на свету није прави хришћанин.“

## Оставштина и комеморација
Лутеру се одаје почаст 18. фебруара комеморацијом по Лутеранском календару светаца и Епископском (САД) календару светаца. По календару светаца Енглеске цркве он се комеморише 31. октобра.